# 1606년
1606년은 일요일로 시작하는 평년이다.

## 연호
- 명(明) 만력(萬曆) 34년
- 일본(日本) 게이초(慶長) 11년
- 후 레 왕조(後黎朝) 호앙딘(弘定) 7년
- 막 왕조(莫朝) 끼엔통(乾統) 14년

## 기년
- 류큐(琉球) 쇼네이왕(尚寧王) 18년
- 명(明) 신종 만력제(神宗 萬曆帝) 34년
- 조선(朝鮮) 선조(宣祖) 39년
- 후 레 왕조(後黎朝) 경종(敬宗) 7년

## 문화
- 영국의 유니언 잭 기가 만들어짐.

## 탄생
- 4월 12일 - 조선 선조의 적장자 영창대군.
- 7월 15일 - 네덜란드의 화가 렘브란트. (~1669년)
- 12월 28일 - 조선 후기의 유학자 동춘당 송준길.

### 미상
- 조선의 학자 윤문거. (~1672년)
- 조선 후기의 문신 이재. (~1657년)

## 사망
- 1월 31일 - 잉글랜드 가톨릭 화약음모사건(火薬陰謀事件)의 주동자 가이 포크스. (1570년~)